# Lelio Luttazzi
Lelio Luttazzi (Trieste, 27 aprile 1923 – Trieste, 8 luglio 2010) è stato un pianista, attore, cantante, compositore, direttore d'orchestra, showman, conduttore televisivo, radiofonico, scrittore e regista italiano.

## Biografia

### Primi anni ed esordi

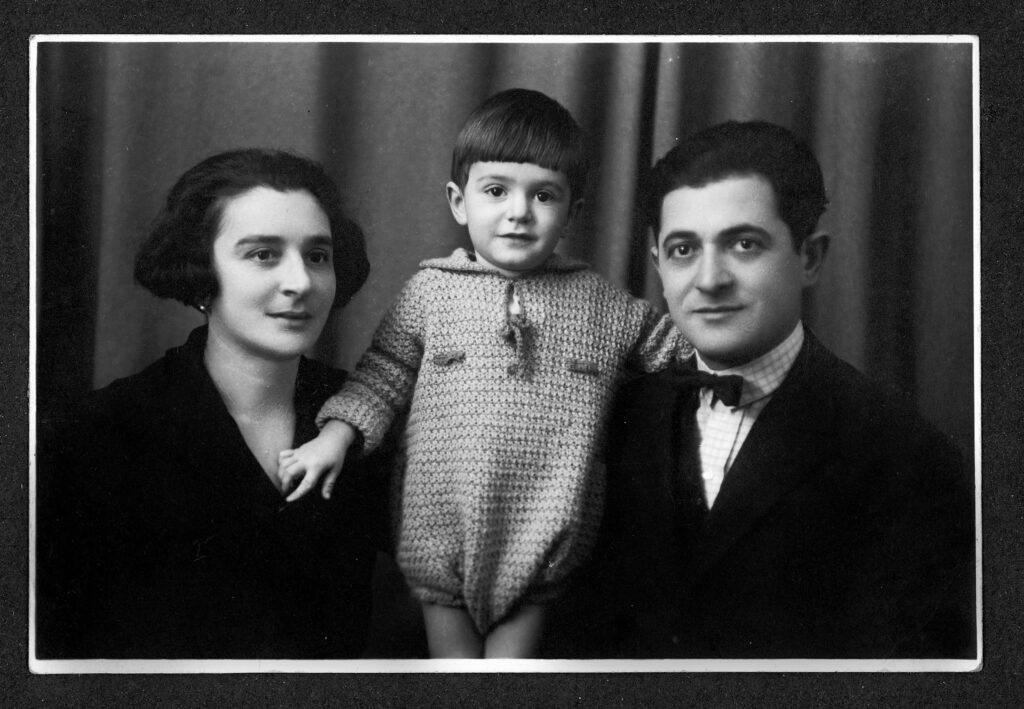
Lelio Luttazzi bambino con i genitori

Figlio di Sidonia Semani (maestra elementare a Prosecco) e Mario Luttazzi, rimane, a soli tre anni di età, orfano di padre, morto di tubercolosi. Nel 1929 la madre si stabilisce a Prosecco, dove riprende a lavorare e, durante le elementari, è allievo della madre nella scuola elementare del paese, unico italiano in una classe di sloveni; in seguito, parlando della sua infanzia, si definirà un bambino triste e pessimista, a causa dei suoi problemi familiari.
Riceve la prima formazione musicale da don Križman, parroco di Prosecco, che gli impartisce lezioni di pianoforte per alcuni mesi nella canonica del paese. Dopo la scuola media inferiore s'iscrive al liceo Petrarca di Trieste, dove instaura una grande amicizia con un suo compagno di classe, Sergio Fonda Savio, nipote di Italo Svevo. Incominciano anche in questo periodo i dissidi ideologici con la madre, che è una fascista convinta mentre Luttazzi si avvicina all'antifascismo.

Lelio Luttazzi con Teddy Reno e Vittorio Mascheroni negli uffici della CGD (1949)

Durante la seconda guerra mondiale s'iscrive all'Università di Trieste alla facoltà di giurisprudenza, sostenendo soltanto due esami poiché incomincia a suonare il pianoforte a Radio Trieste e a comporre le sue prime canzoni. Nel 1943, con alcuni suoi compagni di università, si esibisce al teatro Politeama in veste di direttore d'orchestra per aprire il concerto di Ernesto Bonino, cantante torinese molto noto all'epoca, che rimane colpito da Luttazzi, al punto da chiedergli, al termine dello show, di comporre una canzone per lui; Lelio accetta l'invito inviandogli una sua composizione, Il giovanotto matto, che nello stesso anno Bonino incide e che diviene un grande successo. Terminata la guerra, apprende dalla SIAE di aver guadagnato con la canzone 350 000 lire; decide quindi di fare il musicista in maniera professionale e, nel 1948, si trasferisce a Milano, dove comincia a lavorare presso la casa discografica CGD, fondata dal suo concittadino Teddy Reno, che lo ha contattato per dargli l'incarico di direttore artistico; sempre per Teddy Reno, nel 1948, scrive Muleta mia. Nello stesso anno si sposa con la concittadina Magda Prendini (da cui si separerà nel 1963 con l'annullamento del matrimonio dalla Sacra Rota). Nel 1948 diventa padre di Donatella, che intraprenderà in seguito la carriera di cantante.

Lelio Luttazzi e Lauretta Masiero in una scena de Il fornaretto di Venezia, da Biblioteca di Studio Uno, 1964

### Anni cinquanta

Lelio Luttazzi nella trasmissione di Radio Rai Rosso e nero del 1956

Stabilitosi a Torino, nel 1950 assume l'incarico di direttore dell'orchestra RAI, creando la prima orchestra d'archi ritmica in Italia della televisione italiana; nel 1954 si trasferisce a Roma per dirigere una delle orchestre della Rai di musica leggera con le quali parteciperà a diversi programmi di varietà. Negli anni seguenti lavora nel programma radiofonico a quiz Il motivo in maschera e nella stagione 1956/1957 dirige l'orchestra nel varietà radiofonico Rosso e nero. Scrive canzoni dal carattere jazzistico e piene di swing, interpretandole al pianoforte e cantandole in uno stile molto personale; tra le più note, si ricordano Chiedimi tutto, Legata a uno scoglio, Rabarbaro blues, Senza cerini, Timido twist. Compone brani come Una zebra a pois, cantata da Mina, Vecchia America per il Quartetto Cetra, Eccezionalmente, sì per Jula de Palma, You'll say tomorrow, registrato in italiano da Sophia Loren, Souvenir d'Italie; El can de Trieste, da lui stesso cantata in dialetto triestino. L'esordio televisivo come direttore d'orchestra avviene nel programma della RAI Musica in vacanza, del 1955, programma di varietà settimanale, assieme a Gorni Kramer e agli attori Isa Bellini, Alberto Bonucci, Paolo Ferrari, Adriana Serra.

### Anni sessanta
La sua carriera di presentatore incomincia nel 1962, con la trasmissione Il paroliere questo sconosciuto, un programma musicale, per la regia di Lino Procacci, che vede affiancata a Luttazzi una giovanissima Raffaella Carrà. 
Presenta poi trasmissioni televisive come Studio Uno con Mina, Doppia coppia con Sylvie Vartan, Teatro 10 e Ieri e oggi.
Come autore partecipa al Festival di Sanremo 1964 con Piccolo Piccolo, con testo di Antonio Amurri, interpretata da Emilio Pericoli e Peter Kraus.

Lelio Luttazzi, assieme a Mina, durante una puntata di Ieri e oggi del 1969

È anche attore, in L'avventura di Michelangelo Antonioni e L'ombrellone di Dino Risi, e in televisione in Biblioteca di Studio Uno con il Quartetto Cetra, dove recita la parte di messer Alvise Guoro nella puntata dedicata al Fornaretto di Venezia; è inoltre compositore di colonne sonore di film, tra le quali Totò, Peppino e la... malafemmina, Totò lascia o raddoppia? e Venezia, la luna e tu.
Compone le musiche per le commedie musicali di Scarnicci e Tarabusi, e altri autori.
Alla radio conduce Hit Parade, una rubrica settimanale sui dischi a 45 giri più venduti, andata in onda ininterrottamente dal 1967 al 1976, la cui notissima sigla diceva "Lelio Luttazzi presenta... Hiiit Parade!" e seguita da un altissimo numero di ascoltatori.

### Anni settanta
Nel maggio del 1970, all'apice del successo, viene arrestato insieme a Walter Chiari con l'accusa di detenzione e spaccio di stupefacenti; l'arresto avviene in seguito all'intercettazione di una telefonata in cui Luttazzi si era limitato a girare a uno sconosciuto un messaggio avuto da Walter Chiari. Lo sconosciuto si rivelò uno spacciatore. Walter Chiari, che si trovava a Bologna, aveva telefonato a casa Luttazzi, lasciando alla governante un messaggio: «Maria, sono Walter Chiari, dica al maestro Luttazzi di chiamare questo numero - detta alla governante di Luttazzi un numero di telefono di Roma - perché io qui dal Baglioni di Bologna non riesco a chiamare».
Maria riferisce a Luttazzi il messaggio: «Ha chiamato Walter Chiari, chiede di chiamare questo numero di telefono perché lui da Bologna non riesce. E a chi risponde di dire di chiamare Walter a Bologna all'Hotel Baglioni». Lelio compone il numero di telefono e riferisce il messaggio di Walter Chiari a un tizio mai conosciuto - un certo Lelio Bettarelli, che poi si scoprirà essere uno spacciatore. La telefonata viene intercettata e Luttazzi, dopo circa una settimana, verrà preso in custodia dalla polizia dalla sua casa di piazza Trevi a Roma e portato prima a Rebibbia, per poi essere rinchiuso nel carcere di Regina Coeli. Dopo ventisette giorni passati in carcere, viene rilasciato e la sua posizione stralciata, venendo di fatto prosciolto senza rinvio a giudizio.
L'errore giudiziario ha però conseguenze personali e sulla carriera, in quanto nel periodo della detenzione la conduzione di Hit parade viene affidata dapprima a Renzo Arbore e poi all'ex cantante Giancarlo Guardabassi. La trasmissione Ieri e oggi, terminata prima dell'arresto, riprende il 12 marzo 1972 con la conduzione di Arnoldo Foà e di altri presentatori. La breve esperienza carceraria subita lo segna indelebilmente e gli fornisce lo spunto per il romanzo autobiografico Operazione Montecristo e il suo unico film da regista, mai trasmesso in televisione se non dopo la sua morte, L'illazione (1972). Inoltre, l'ispirazione per il film Detenuto in attesa di giudizio viene ad Alberto Sordi proprio con la lettura del libro scritto da Luttazzi nei giorni di detenzione in cella d'isolamento, per l'accusa puramente indiziaria che risulterà poi del tutto infondata. Quando una vicenda simile toccherà anni dopo al collega Enzo Tortora, prima condannato e poi assolto in appello, Luttazzi sarà uno di coloro che spenderanno parole in sua difesa.
Luttazzi ritorna alla radio a presentare Hit parade dal 26 febbraio 1971 fino alla chiusura della trasmissione nel 1976.
Nel 1979 sposa in seconde nozze Rossana Moretti, una giornalista conosciuta nel 1975 a Roma.

### Anni ottanta e novanta

Lelio Luttazzi nel 1984

Negli anni successivi lavora ancora saltuariamente in televisione: nel 1982 nella trasmissione Cipria di Enzo Tortora, nel 1984 in Al Paradise di Antonello Falqui, nel 1991 per Telemontecarlo a Festa di compleanno. 
Nel 1986 s'iscrive, con altri personaggi famosi (tra cui Dario Argento, Liliana Cavani, Damiano Damiani, Giorgio Albertazzi, Ugo Tognazzi, Domenico Modugno, Claudio Villa, Rita Pavone e Teddy Reno), al Partito Radicale, in seguito alla campagna di Marco Pannella "Diecimila iscritti entro il 31 dicembre del 1986, pena lo scioglimento".
Nel 1991 gli viene conferito il premio San Giusto d'Oro dai cronisti del Friuli-Venezia Giulia.
Nel 1992, dopo una serie di concerti jazz in Italia, è insignito del Premio "Una Vita per il Jazz" dal Brass Group di Trapani. Dopo questo, Luttazzi decide di ritirarsi a vita privata.

### Anni duemila
Nel 2003 scrive una canzone per Mina, Ma tu chi sei, e negli anni successivi torna anche brevemente a esibirsi in pubblico, spesso in serate in suo onore.
L'8 ottobre 2006 è ospite d'onore della trasmissione Viva Radio2, che in quell'occasione andava in onda contemporaneamente alla radio e in televisione, ritornando così in RAI 36 anni dopo l'arresto; è ospite della stessa trasmissione anche il 27 febbraio 2008. Nel 2008 è ospite di varie trasmissioni televisive e radiofoniche: il 23 febbraio del programma Che tempo che fa, facendovi ritorno il 21 dicembre, il 16 maggio partecipa al Maurizio Costanzo Show, suonando Ritorno a Trieste, il 9 dicembre alla trasmissione radiofonica di Rai Radio Village.
Nel novembre 2008 decide di ritornare definitivamente a vivere a Trieste, in un appartamento a Palazzo Pitteri, insieme alla moglie. Per l'occasione, il regista Pupi Avati gira un film documentario, che andrà in onda su Rai 5 il 30 ottobre 2011. Il 19 febbraio 2009 partecipa al Festival di Sanremo dove ritira il "Premio alla musica 2009" e accompagna al pianoforte Arisa nel brano Sincerità, nella serata dedicata ai duetti delle Proposte (Arisa vincerà il Festival nella categoria dei giovani). Il 15 agosto 2009 tiene il suo ultimo concerto, in piazza Unità d'Italia a Trieste, esibendosi con il suo sestetto.
Malato da tempo di una neuropatia periferica che si è aggravata tre mesi prima, muore per complicazioni la notte dell'8 luglio 2010, a 87 anni di età, nella sua casa di Trieste. Dopo una cerimonia privata, il corpo è stato cremato e le ceneri disperse nel mare del golfo della città giuliana, dalla sua barca chiamata "Oblomov".
Alla 59ª edizione dello Zecchino d'Oro partecipa il brano La vera storia di Noè, di cui Luttazzi fu autore: il brano fu recuperato e donato all'archivio dello Zecchino dalla Fondazione nata il 22 ottobre 2010 in suo onore, voluta dalla moglie Rossana. Nel 2013 Simona Molinari incide gli ultimi due brani inediti scritti da Luttazzi, Dr. Jekyll Mr. Hyde (presentato al Festival di Sanremo assieme a Peter Cincotti), e Buonanotte Rossana.

## Elenco brani musicali (parziale)
| Anno | Titolo                            | coautori del testo                | Interpreti                                                                                           |
| ---- | --------------------------------- | --------------------------------- | --- |
| 1943 | Giovanotto matto                  |                                   | Ernesto Bonino; Johnny Dorelli (1964 30 Anni Di Canzoni D'Amore); Fiorello; Christian De Sica (2009) |
| 1948 | Troppo tardi                      |                                   | Teddy Reno                                                                                           |
| 1951 | Vecchia America                   |                                   | Quartetto Cetra; Lucio Dalla (2006); Christian De Sica (2009)                                        |
| 1951 | Muleta mia                        |                                   | Teddy Reno                                                                                           |
| 1955 | Souvenir d'Italie                 | Giulio Scarnicci e Renzo Tarabusi | Jula de Palma; Renzo Arbore (2006) Christian De Sica (2009)                                          |
| 1957 | Quando una ragazza a New Orleans  | Giulio Scarnicci e Renzo Tarabusi | Jula de Palma; Paolo Bacilieri; Renzo Arbore (2006)                                                  |
| 1958 | Cocoleta                          |                                   | Alberto Sordi                                                                                        |
| 1958 | Ma dove vai Sabrina?              | Rudy Crespi                       | Mamie Van Doren                                                                                      |
| 1958 | Ricordando Pic Nic                | Antonio Amurri                    | Paolo Bacilieri                                                                                      |
| 1958 | Lullaby                           | Antonio Amurri                    | Lelio Luttazzi                                                                                       |
| 1958 | Tu e io                           |                                   | |
| 1960 | Una zebra a pois                  | Marcello Ciorciolini e Dino Verde | Mina; Ivan Cattaneo (1981); Gianni Morandi (2006)                                                    |
| 1960 | Sentimentale                      |                                   | Mina                                                                                                 |
| 1960 | Risate di Gioia                   |                                   | Anna Magnani, Totò, Ben Gazzara                                                                      |
| 1961 | Bum! Ahi! (che colpo di luna!)    | Leo Chiosso                       | Mina; Christian De Sica (2009)                                                                       |
| 1961 | Soltanto ieri                     | Leo Chiosso                       | Mina                                                                                                 |
| 1961 | Canto (anche se sono stonato)     | Leo Chiosso                       | Lelio Luttazzi; Mina (1991); Christian De Sica (2009)                                                |
| 1961 | Legata ad uno scoglio             | Leo Chiosso                       | Lelio Luttazzi; Mina (1991); Christian De Sica (2009)                                                |
| 1961 | Chiedimi tutto                    | Leo Chiosso                       | Lelio Luttazzi; Mina (1995); Christian De Sica (2009)                                                |
| 1962 | Mi piace                          |                                   | Jula de Palma; Mina (2008)                                                                           |
| 1963 | Il mio Pianoforte                 |                                   | Joe Sentieri                                                                                         |
| 1964 | Piccolo Piccolo                   | Antonio Amurri                    | Emilio Pericoli e Peter Kraus                                                                        |
| 1965 | Chi mai sei tu                    |                                   | Mina (solo in televisione)                                                                           |
| 1966 | La bretella                       | Leo Chiosso e Lina Wertmüller     | Rita Pavone                                                                                          |
| 1968 | El can de Trieste                 |                                   | Lelio Luttazzi                                                                                       |
| 1968 | L'ottimista                       | Walter Chiari                     | Lelio Luttazzi                                                                                       |
| 1968 | Senza cerini                      |                                   | Lelio Luttazzi                                                                                       |
| 1969 | Ritorno a Trieste                 |                                   | Lelio Luttazzi                                                                                       |
| 1969 | Sono tanto pigro                  | Giulio Scarnicci e Renzo Tarabusi | Lelio Luttazzi; Greg & i Blues Willies (2006)                                                        |
| 1969 | Papà fammi cantare con te         | Donatella Luttazzi                | Donatella Luttazzi                                                                                   |
| 1969 | Il male oscuro                    |                                   | Lelio Luttazzi                                                                                       |
| 1969 | Incredibile amore                 | Leo Chiosso                       | Lelio Luttazzi                                                                                       |
| 1969 | Promesse di Marinaio              | Antonio Amurri                    | |
| 1969 | Ciao Errol Garner                 |                                   | Lelio Luttazzi                                                                                       |
| 1975 | Di che segno sei?                 | Sergio Corbucci                   | |
| 2003 | Pappagalli-Pappagà                | Ottavio Rosati                    | Lelio Luttazzi                                                                                       |
|      | Fugantino per Organo e Pianoforte |                                   | Lelio Luttazzi                                                                                       |
|      | Pigrizia                          |                                   | |
|      | Tutto                             | Antonio Amurri                    | Mina                                                                                                 |
| 2013 | Dr Jekyll Mr Hyde                 | Alberto Zeppieri                  | Simona Molinari                                                                                      |
| 2013 | Buonanotte Rossana                | Mirko Menna, Alberto Zeppieri     | Simona Molinari                                                                                      |

## Discografia

### Da solista

#### Album in studio
- 1956 - Ballate con Lelio Luttazzi
- 1958 - In penombra ballate con Gershwin, Rodgers, Kern
- 1959 - Scherzandoci sopra - Classici in Swing
- 1961 - 30 anni di Swing
- 1969 - We Love Lelio Luttazzi
- 1971 - I miei stati d'animo
- 1976 - El can de Trieste
- 1982 - Ascoltando Natale
- 2005 - Artistry in Rai
- 2007 - Buon Natale
- 2009 - The Classics in Swing

#### Album dal vivo
- 2009 - "Lelio Luttazzi & Friends Live" Trieste 15 agosto 2009

#### Singoli
- 1956 - Musetto/Guaglione
- 1961 - Canto (Anche se sono stonato)/Senza cerini
- 1961 - Chiedimi tutto/Legata a uno scoglio
- 1968 - El can de Trieste/L'ottimista
- 1964 - Mister Cat/Guarda la gatta
- 1965 - Out Studio Uno - In popularisimo
- 1968 - Ritorno a Trieste/Co' son lontan de ti Trieste mia
- 1969 - Sono tanto pigro/Il male oscuro
- 1975 - Di che segno sei? (Strumentale)/Di che segno sei?
- 1976 - Un sorriso, uno schiaffo, un bacio in bocca/Calypso sotto la pioggia
- 1977 - La solita musica/Souvenir d'Italie
- 1982 - Baby Baby I Love You/Lui, lei, l'altro

### Come Lelio Luttazzi Trio
- 1981 - 30 motivi 30...Ti ricordi?
- 2008 - Le mie preferite (come Lelio Luttazzi Trio)

## Filmografia

### Regia
- L'illazione, con Mario Valdemarin, Alessandro Sperlì e lo stesso Lelio Luttazzi (1972)

### Attore e compositore

Lelio Luttazzi con Dorian Gray nel film Gli attendenti, 1961

- Miracolo a Viggiù, regia di Luigi Giachino (1951) (musica)
- Il microfono è vostro, regia di Giuseppe Bennati (1951) (musica)
- I due sergenti, regia di Carlo Alberto Chiesa (1951) (musica)
- Sua Altezza ha detto: no!, regia di Maria Basaglia (1954) (attore)
- Il motivo in maschera, regia di Stefano Canzio (1955) (attore / musica)
- Souvenir d'Italie, regia di Antonio Pietrangeli (1956) (musica)
- Totò lascia o raddoppia?, regia di Camillo Mastrocinque (1956) (musica)
- Totò, Peppino e la... malafemmina, regia di Camillo Mastrocinque (1956) (musica)
- Guardia, ladro e cameriera, regia di Steno (1956) (musica)
- Una voce, una chitarra, un po' di luna, regia di Giacomo Gentilomo (1956) (musica)
- Peppino, le modelle e... "chella llà", regia di Mario Mattoli (1957) (musica)
- Classe di ferro, regia di Turi Vasile (1957) (musica)
- Agguato a Tangeri, regia di Riccardo Freda (1957) (musica)
- Adorabili e bugiarde, regia di Nunzio Malasomma (1958) (musica)
- Venezia, la luna e tu, regia di Dino Risi (1958) (musica)
- Promesse di marinaio, regia di Turi Vasile (1958) (musica)
- Gambe d'oro, regia di Turi Vasile (1958) (musica)
- Le bellissime gambe di Sabrina, regia di Camillo Mastrocinque (1958) (musica)
- Il nemico di mia moglie, regia di Gianni Puccini (1959) (musica)
- Psicanalista per signora, regia di Jean Boyer (1959) (musica)
- Risate di gioia, regia di Mario Monicelli (1960) (musica)
- Space Men, regia di Antonio Margheriti (1960) (musica)
- L'avventura, regia di Michelangelo Antonioni (1960) (attore)
- Walter e i suoi cugini, regia di Marino Girolami (1961) (musica)
- Gli attendenti, regia di Giorgio Bianchi (1961) (attore)
- Peccati d'estate, regia di Giorgio Bianchi (1962) (musica)
- L'assassino si chiama Pompeo, regia di Marino Girolami (1962) (musica)
- La vendetta della signora, regia di Bernhard Wicki (1965) (attore)
- Oggi, domani, dopodomani, regia di Marco Ferreri, Luciano Salce, Eduardo De Filippo (1965) (attore)
- I complessi, regia di Dino Risi, Franco Rossi, Luigi Filippo D'Amico (1965) (attore)
- Io, io, io... e gli altri, regia di Alessandro Blasetti (1965) (attore)
- L'ombrellone, regia di Dino Risi (1965) (musica / attore)
- Mi vedrai tornare, regia di Ettore Maria Fizzarotti (1966) (attore)
- Grande slalom per una rapina, regia di George Englund (1972) (attore)
- L'illazione, regia di Lelio Luttazzi (1972) (attore)
- Di che segno sei?, regia di Sergio Corbucci (1975) (musica)
- Un sorriso, uno schiaffo, un bacio in bocca (1975) (musica)
- Bluff - Storia di truffe e di imbroglioni, regia di Sergio Corbucci (1976) (musica)
- La presidentessa, regia di Luciano Salce (1977) (musica)
- Maschio latino... cercasi, regia di Giovanni Narzisi (1977) (musica)

## Radio
- Punto interrogativo, Con Delia Scala e Alberto Bonucci, orchestra Lelio Luttazzi 1952
- Dieci canzoni da lanciare, trasmesso nell'estate 1954.
- Il motivo in maschera, trasmesso nella stagione 1953-1954.
- Musica in vacanza, trasmesso il 2 ottobre 1955.
- Rosso e nero, regia di Riccardo Mantoni, trasmesso nella stagione 1956–1957.
- Due parole e tanta musica, trasmesso il 7 aprile 1957.
- Un pianoforte racconta, trasmesso nel 1957.
- Programmissimo, trasmesso nel 1958.
- Una rosa per la terra di Mario Brancacci, regia di Nino Meloni, trasmesso nella stagione 1958-1959.
- Orfeo al Juke Box di Michele Galdieri, trasmesso il 24 luglio 1959.
- Fuga a tre voci, con Teddy Reno, Jula De Palma, Nilla Pizzi orchestra Lelio Luttazzi 1959.
- Il signore delle 13, trasmesso il 2 giugno 1961.
- Musica Club, trasmesso nel 1962.
- Hit Parade, programma musicale settimanale, presentata da Lelio Luttazzi, trasmesso il venerdì (con replica al lunedì), nel periodo dal 1967 al 1976.
- Vetrina di Hit Parade, presentata da Lelio Luttazzi, testi di Sergio Valentini 1973

## Televisione
- Varietà musicale, con Teddy Reno e Lelio Luttazzi trasmissione sperimentale televisiva 1953[20];
- Sentimentale, varietà musicale di Dino Verde, Marcello Ciorciolini e Aldo Nicolaj, presentato da Riccardo Garrone e Cristina Gajoni, con Mina e Nicola Arigliano, orchestra di Lelio Luttazzi, regia di Anton Giulio Majano, trasmesso giugno 1960
- Strettamente musicale, concerto di musica leggera di Lelio Luttazzi, regia di Stefano De Stefani, giugno luglio 1962
- Teatro 10, conduttore del varietà musicale, regia di Antonello Falqui, luglio agosto 1964
- Studio Uno, conduttore del Varietà Musicale con Mina e le Gemelle Kessler nel 1965 e 1966.

Ha inoltre partecipato ad alcune serie di sketch della rubrica pubblicitaria televisiva (RAI1) Carosello:
- nel 1957 con Gorni Kramer per il dado per brodo Liebig;
- nel 1961 per la gelatina Ideal della Rebaudengo;
- dal 1963 al 1965 con Renata Mauro per frigoriferi e macchine per cucire della Singer;
- nel 1970 insieme a Daniela Luttazzi per le conserve e i piselli Cirio;
- nel 1973 con Orietta Berti per la cera per pavimenti Johnson Wax della Johnson & Johnson.

## Premi e riconoscimenti
- A dicembre del 2006 è uscito il CD Per amore, pubblicato dalla Sony BMG: si tratta di un omaggio al Maestro, in cui alcuni grandi artisti interpretano le sue canzoni: Sono tanto pigro, eseguita da Greg & i Blues Willies, Giovanotto matto e Chiedimi tutto, interpretate da Fiorello, Una zebra a pois, cantata da Gianni Morandi, Mi piace, da una sensualissima Mina, Vecchia America, eseguita in chiave originale da Lucio Dalla, e Canto (anche se sono stonato), Bum! Ahi! Che colpo di Luna e Legata ad uno Scoglio, eseguite da un Christian De Sica in grande forma. È presente nell'album anche lo stesso Luttazzi, in duetto con Mina in Chi mai sei tu e da solo nella celebre El can de Trieste; per un errore, il brano Muleta mia è scritto in copertina con due t (Muletta mia).
- Nel 2008 esce il Cofanetto / DVD "Il Giovanotto Matto" regia di Pupi Avati, contenente una pubblicazione sul Maestro scritta da Adriano Mazzoletti.
- Nel dicembre 2009 è uscito il CD Swing, pubblicato da Rai Trade: si tratta di un altro omaggio, in cui l'attore Christian De Sica interpreta alcuni grandi successi del Maestro Luttazzi.
- Nel 2009 esce il Cofanetto Lelio Luttazzi and Friends LIVE - Concerto tenuto dal Maestro in sestetto il 15 agosto 2009 nella sua Piazza Unità a Trieste.*Partecipa nel 2009 al Festival di Sanremo in coppia con Arisa, che poi vincerà nella sezione "Nuove Proposte". Inoltre gli viene assegnato il Premio della Critica.
- Il 22 ottobre 2010 nasce - per volere della vedova Rossana Luttazzi - la Fondazione Lelio Luttazzi. Tra i suoi scopi c'è la catalogazione dell'eredità culturale e professionale lasciata da Luttazzi. I materiali d'archivio raccolti sono divisi in tre grandi categorie: Musica, Produzione letteraria e Media e contengono più di 600 titoli e altrettante versioni e revisioni.
- A dicembre del 2010 è ai nastri di partenza la prima edizione del Premio Lelio Luttazzi, un concorso nazionale per giovani pianisti jazz aperto agli artisti italiani nati dal 1983 al 1993, promossa dalla Fondazione Lelio Luttazzi in collaborazione con la Casa della Musica di Trieste e con Veneto Jazz, è arrivata alle fasi finali nell'estate 2011 a Trieste, offrendo al vincitore - il siracusano Sebastiano Burgio - una Borsa di Studio per frequentare un corso semestrale di perfezionamento presso The New School for Jazz and Contemporary Music di New York.
- Il 30 ottobre 2011 il Festival Internazionale del Film di Roma ha reso omaggio a Lelio Luttazzi con la presentazione e la proiezione in prima mondiale de L'illazione, unico film diretto dall'artista. La pellicola, sino ad allora inedita, è stata restaurata per l'occasione.[22] Nel medesimo giorno Rai 5 ha trasmesso L'illazione in televisione per la prima volta, facendo precedere il film dal documentario di Pupi Avati Il giovanotto matto – Lelio Luttazzi.[23]
- Nel 2011 esce il Cofanetto "Il Cinema di Lelio Luttazzi", prodotto da Sergio Cossu e illustrato dall'artista Ugo Nespolo; i due CD del cofanetto contengono le colonne sonore per film scritte da Luttazzi tra il 1953 e ill 1980. Il cofanetto vince il Premio MEI - Colonne Sonore.
- Al Festival di Sanremo 2013 la cantante Simona Molinari, in coppia con Peter Cincotti ha eseguito il brano Dr. Jekyll and Mr. Hyde, con testo di Lelio Luttazzi e Alberto Zeppieri / Musica di Lelio Luttazzi[24].
- Il 27 aprile 2013 il Maestro avrebbe compiuto 90 anni. Su suggerimento e a cura del produttore discografico Alberto Zeppieri (procuratore speciale per la discografia della Fondazione Lelio Luttazzi, per volere della moglie Rossana Moretti Luttazzi), la Fondazione Lelio Luttazzi fa uscire un CD "Per pianoforte e amici" su etichetta Warner Music. Il progetto consiste in una raccolta dei brani del Maestro interpretati da Mina, Stefano Bollani, Rita Marcotulli, Danilo Rea, Franco D'Andrea, Renato Sellani, Fiorello, Dado Moroni, Rossana Casale, Christian De Sica, Enrico Intra, Arisa, Renzo Arbore, Jula de Palma, Sophia Loren, le Gemelle Kessler, Lorenzo Hengeller, Simona Molinari, Voci di Corridoio, Luca Bianchi, Toni Concina, Antonio Luca Di Bella, Seby Burgio & Urban Fabula (vincitore del Premio Lelio Luttazzi - Giovani Pianisti Jazz).
- Il 1º dicembre 2014 sempre a cura del produttore discografico Alberto Zeppieri e in accordo con Rossana Moretti Luttazzi e la Fondazione Lelio Luttazzi, esce in allegato editoriale con Musica Jazz il CD "Lelio Swing". Il progetto contiene brani di Luttazzi interpretati da lui stesso e da Fabio Concato, Lucio Dalla, Musica Nuda, Mina, Stefano Bollani, Fausto Cigliano, Rita Marcotulli, Danilo Rea, Franco D'Andrea, Renato Sellani, Karin Mensah, Remo Anzovino, Enrico Intra, Lorenzo Hengeller, Barbara Errico, Simona Molinari, Voci di Corridoio e altri ancora. Il 6 novembre era stata inaugurata a Roma, presso i Mercati di Traiano - Museo dei Fori Imperiali, la mostra "Lelioswing 50 anni di storia italiana", mostra che poi ha toccato la natia Trieste.
- Nel 2005 la Rai, per la serie di CD Via Asiago 10, contenente registrazioni storiche della radio degli anni cinquanta, pubblicò il CD Lelio Luttazzi and Rai Orchestra 1954, registrazioni trasmesse nel 1954.

## Omaggi
- Il comico e autore satirico Daniele Luttazzi, il cui vero cognome è Fabbri, ha scelto il proprio nome d'arte in omaggio a Lelio Luttazzi.[25]